# Chiesa presbiteriana in Irlanda
La chiesa presbiteriana in Irlanda (PCI; (EN) Presbyterian Church in Ireland (GA)  Eaglais Phreispitéireach in Éirinn; Ulster-Scots: Prisbytairin Kirk in Airlann) è una confessione cristiana, che costituisce la più grande denominazione protestante nell'Irlanda del Nord, e la più grande denominazione di stampo presbiteriano nella Repubblica d'Irlanda (la terza confessione religiosa della nazione per numero di fedeli, dopo la Chiesa cattolica e la Chiesa d'Irlanda di orientamento anglicano). Come la maggior parte delle chiese cristiane in Irlanda, ha giurisdizione su tutta l'isola, sia nell'Irlanda del Nord che nella Repubblica d'Irlanda. La chiesa conta circa 210.000 fedeli, la gran parte dei quali concentrata nell'Irlanda del Nord. È suddivisa in più di 500 congregazioni, ognuna delle quali è rappresentata nell'Assemblea Generale, l'organo supremo di governo della chiesa.
Il presbiterianesimo arrivò in Irlanda all'epoca della cosiddetta Plantation of Ulster intorno al 1610: durante il regno di Giacomo VI di Scozia, un gran numero di presbiteriani scozzesi emigrò in Irlanda, principalmente nell'Ulster.